# 水垣洋子
水垣 洋子（みずがき ようこ、1939年11月26日 - ）は、日本の女性DJ、声優、俳優、詩人、画家、エッセイスト。81プロデュース所属。東京都出身。

## 経歴
東京アナウンスアカデミー卒業。東京俳優生活協同組合、東京アーチストプロダクション、ビッグヒル、現代センター、圭三プロダクション、フリーを経て、81プロデュース所属となった。
1961年、ラジオ関東の番組『森永フレッシュコーナー』でディスクジョッキーとしてデビューした。個性的な甲高い声質で、1960年代～1970年代を中心に活動していた売れっ子マルチタレントであった。アニメソングや童謡など、歌手としての活動も多かった。
1972年に寺山修司の勧めで詩集を出版。同年、軽音楽をバックに詩を朗読をするというアルバム『洋子のひとりごと』を発売してヒットする（1998年にCD化された）。
1975年以降は、育児を契機に芸能活動を休業し画家に転向する。現在はUSEN『昭和ラヂオ』の番組「水垣洋子の今夜もポエム」でDJを行ったり、自作の詩の朗読コンサートや講演会などで活動を続けている。
2009年、第三回声優アワードシナジー賞を受賞した。

## 人物
声種はメゾソプラノ。
アニメ、外画、テレビで声の仕事を行う。
趣味はテニス、油絵。

## 出演作品

### テレビドラマ
- ザ・ガードマン 第109話「忘れられない顔」（1967年） - 北林鈴子
- フジ三太郎（1968年 - 1969年）
  - 第5話「ママの誕生日」 - リポーター
  - 第27話「頑張れ 張り切れ ゴマするな!」 - OL
- 青空にとび出せ! 第7話「ピンチだ!それいけ」（1969年）

その他出演あり

### 映画
- コント55号 世紀の大弱点（1968年） - 須永糸美
- 娘の季節（1968年） - ユキ
- 涙の季節（1969年） - 大橋昌子

### テレビアニメ
- 狼少年ケン（1963年 - 1965年） - ポッポ[12]
- 鉄腕アトム (アニメ第1作)（1963年） - ウラン
- オバケのQ太郎（1965年） - P子
- ハッスルパンチ（1965年） - タッチ[13]
- おそ松くん（1966年） - チビ太（2代目）
- 魔法使いサリー（1966年） - まり子[14]
- 黄金バット（1968年） - ペギー[15]

### 劇場アニメ
- 鉄腕アトム 宇宙の勇者（1964年、ウラン）
- 太陽の王子 ホルスの大冒険（1967年） - 幼女マウニ[16]
- 少年ジャックと魔法使い（1967年） - 子犬
- 長靴をはいた猫（1969年） - ネズミのチビ
- ひとりぼっち（1969年）  - ジュン

### 吹き替え
- ハワイアン・アイ（クリケット〈コニー・スティーブンス〉）
- 早射ちマック（ルイ）

### ラジオ
- 森永フレッシュコーナー
- 「ぼく遠くまで行くんだ」（1971年10月31日、文化放送、平正夫原作[17]）
- 水垣洋子の今夜もポエム
- 歌謡大行進(1969年 - 1971年)

### 著書
- 子どもの日のように（新書館）
- 子どもの日ふたたび（新書館）
- 再会（自費出版）

### 楽曲・アルバム
- 赤鼻のトナカイ（企画盤・オバQクリスマス）
- ジングルベル（企画盤・オバQクリスマス）
- オバケのP子（オバケのQ太郎）
- ハッスルパンチのうた（ハッスルパンチ）
- パパパのチョイナ（魔法使いサリー）
- ポッポとチッチの歌（狼少年ケン）
- 洋子のひとりごと（コロムビアミュージックエンタテインメント）
- かわいいうそつき / まいごになったプードル

### 作詞
- ドン・チャック物語

オープニング「ドン・チャックといっしょに」
エンディング「夢見るドン・チャック」

### 教育番組
- ものしり博士(NHK総合)（声と寸劇・主題歌も）

### その他
- チロリン村とくるみの木（NHK人形劇） - バナナ少年・ポッピー、イタチのプー子

## 絵画個展歴
1975年の芸能活動休業を機に油絵を始め、画家に転向する。
1987年に東京・六本木にて初個展を開催。

### 水垣洋子油絵個展
- 第1回　 六本木金鳳堂画廊（1987年2月）
- 第2回　 六本木金鳳堂画廊（1988年11月）
- 第3回　 六本木金鳳堂画廊（1990年11月）
- 第4回　 六本木金鳳堂画廊（1992年2月）
- 第5回　 横浜そごうアートギャラリー（1994年9月）
- 第6回　 横浜そごうアートギャラリー（1998年7月）
- 第7回　 池袋東武美術画廊（2000年4月）
- 第8回　 池袋東武美術画廊（2004年4月）
- 第9回　 千葉そごう美術ギャラリー（2005年2月）
- 第10回　池袋東武美術画廊（2007年4月）
- 第11回　池袋東武美術画廊（2009年4月）

### グループ展
- ボランティア絵画展・東京駅特別展示場（1991年1月）
- 第1回華の会展・横浜そごうアートギャラリー（1991年6月）
- 第2回華の会展・横浜そごうアートギャラリー（1992年4月）
- 第3回華の会展・横浜そごうアートギャラリー（1993年4月）
- 第4回華の会展・横浜そごうアートギャラリー（1994年4月）
- 人気女流作家展・横浜そごうアートギャラリー（1995年2月）

## トークイベント・講演
自作の詩の朗読とトークで、定期的に開催、継続中。「水垣洋子・言葉セレブとフレンチの会」（東京お茶の水ビストロ備前）は10回、「川崎周子・水垣洋子～幸せメッセンジャー“心の詩をピアノの調べに乗せて”」は3回を迎えている。
講演活動も各地で、好評。文化庁推薦で、テーマ「詩の朗読をして美しい日本語を・・・」で、山形県酒田市の小学校、茨城県鉾田市の小学校での特別授業、小金井市他地方自治体の文化教室で開催。
テーマは、「言葉」「女性の生き方」が主だが、他にも幅広いテーマを持っている。
朗読劇にも出演し、活動の幅を広げている。共演者は、清水マリ（鉄腕アトム）、古谷敏（ウルトラマン）、土屋嘉男（俳優）他。

### 言葉セレブとフレンチの会
- 第1回 言葉セレブとフレンチの会（ビストロ備前・2006年12月）
- 第2回 言葉セレブとフレンチの会（ビストロ備前・2007年 5月）
- 第3回 言葉セレブとフレンチの会（ビストロ備前・2007年 9月）
- 第4回 言葉セレブとフレンチの会（ビストロ備前・2007年12月）
- 第5回 言葉セレブとフレンチの会（ビストロ備前・2008年 5月）
- 第6回 言葉セレブとフレンチの会（ビストロ備前・2008年11月）
- 第7回 言葉セレブとフレンチの会（ビストロ備前・2009年 3月）
- 第8回 言葉セレブとフレンチの会（ビストロ備前・2009年 6月）
- 第9回 言葉セレブとフレンチの会（ビストロ備前・2009年12月）
- 第10回 言葉セレブとフレンチの会（ビストロ備前・2010年5月予定）

### 講演
- ホッと息抜き音楽会・ポエムとトークで（東芝病院2000年8月）
- 十字屋午後のサロン・クリスマストークショー（銀座十字屋ホール2000年12月）
- 小金井文化の会人間講座・美しい日本語（小金井市公民館・2004年6月）
- 文化庁・言葉について考える体験事業（酒田市北平田小学校・2004年10月）
- アカデミーヒルズ・アーテリジェントスクール講座～言葉美人になるために（六本木ヒルズ・2005年11月）
- 特別集中授業・女性の生き方（相模女子大・2005年12月）
- 共同通信きさらぎ会ハイタイム・女性の行き方（共同通信プレスクラブ・2006年1月）
- 新春の集い・水垣洋子トークショー（新浦安オリエンタルホテル・2006年2月）
- 特別集中授業・言葉について（相模女子大学・2006年6月）
- 特別講演・母達へのメッセージ～ポエムに寄せて（松戸市新松戸幼稚園・2006年7月）
- 文化庁・言葉について考える体験授業（鉾田市立鉾田第一小学校・2006年10月）
- 相模女子大相生際・特別講演（相模女子大・2006年11月）
- たいらいさお童謡の会・ゲスト出演（文京シビックホール・2006年11月）
- 香川文化を考える会・トークショー（高松市・2007年5月）
- 幸せメッセンジャーデュオ・水垣洋子＆川﨑周子（アグネスホテル東京アグネスホール・2007年10月）
- お母賛歌コンサート～詩の朗読と童謡（和光市文化センター・2008年5月）
- 山口勝敏コンサート・ゲスト声出演（軽井沢大賀ホール・2008年5月）
- 山口勝敏音楽セミナー・ゲスト出演（東京クロス倶楽部・2008年11月）
- ポエム・トークショー（ハクビ和紙ちぎりえ絵学院・2008年11月）

### 朗読劇出演
- 朗読劇　銀河鉄道の夜（2010年1月）〈東京・永田町　星陵会館〉
（共演：清水マリ、土屋嘉男、古谷敏、西塔紅美、木澤雅博）
- 朗読劇　星の王子さま（2010年5月）〈東京・永田町　星陵会館〉